# Ложное дно

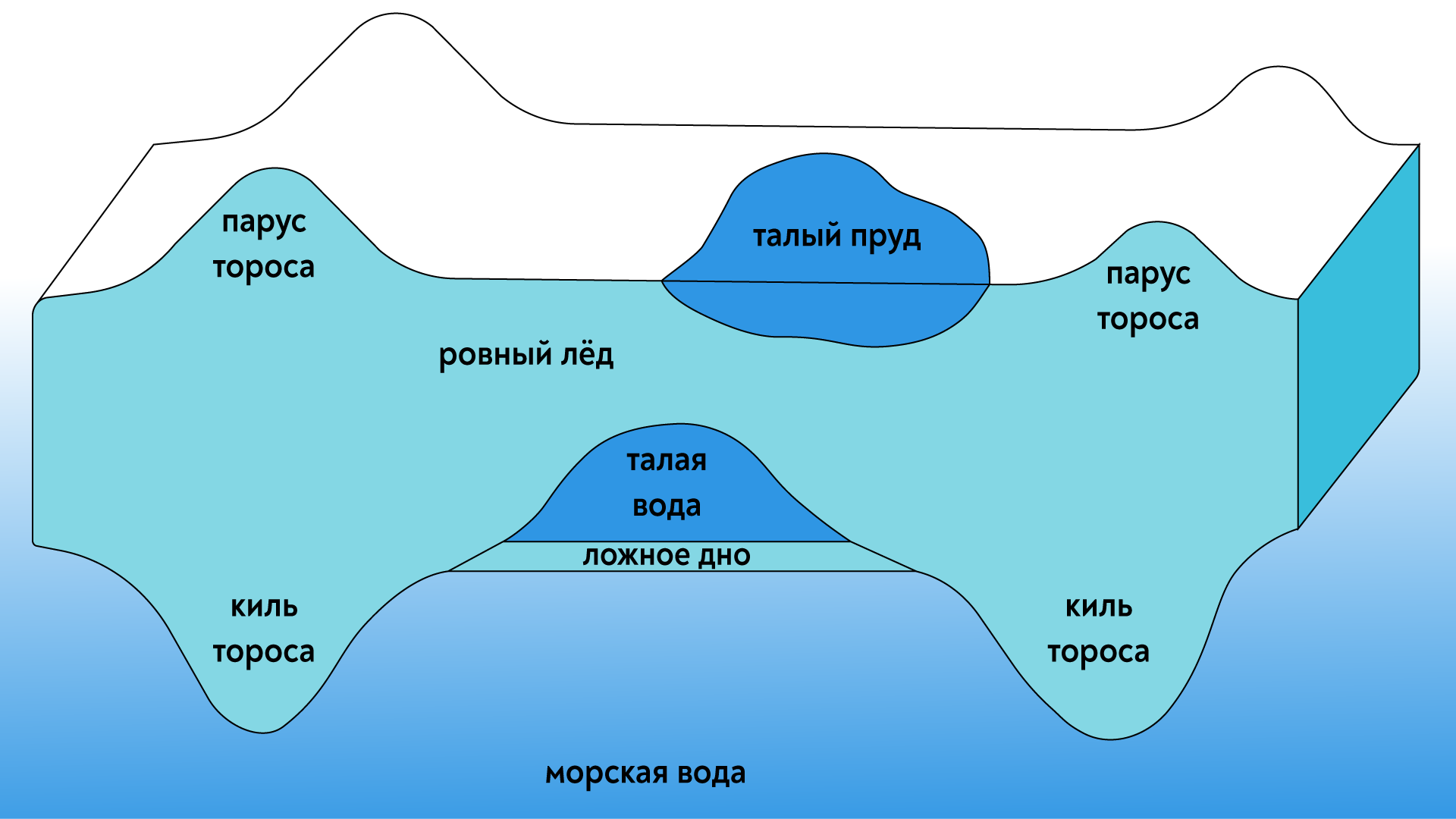
Схема подлёдного ложного дна

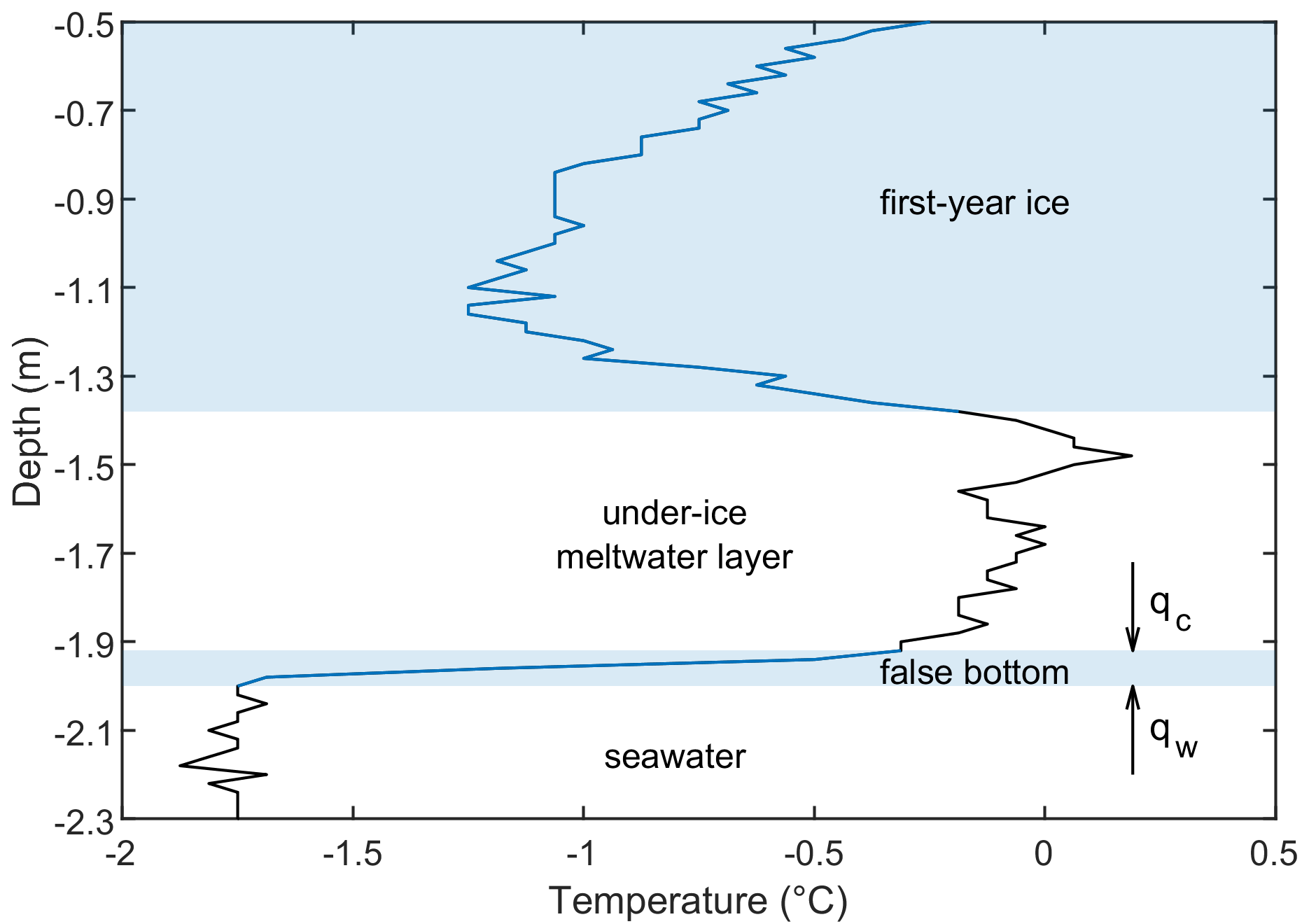
Характерный вертикальный профиль температуры ложного дна (false bottom), морской воды под ним и подлёдной талой воды над ним

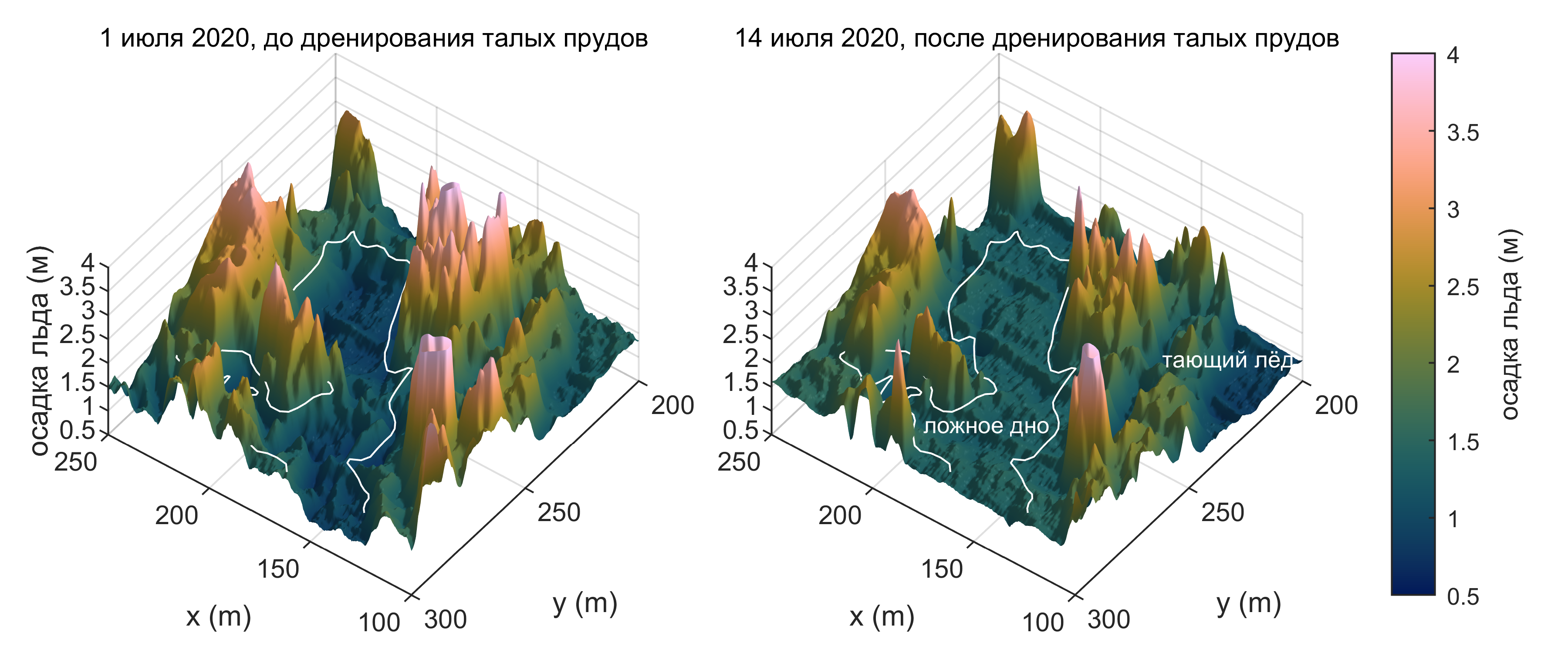
Локация ложного дна на топографической карте осадки морского льда

Ложное дно — тип морского льда, который образуется на границе пресной талой воды и солёной морской воды в результате процесса двойной диффузионной конвекции тепла и соли.

## Характеристики
Исследования ложного дна трудоёмки из-за того, что оно находится под морским льдом. Поэтому, сегодняшние наблюдения являются довольно фрагментарными и характеризуются большим разбросом основных характеристик ложного дна, включая его толщину, солёность и площадь покрытия. Например, на дрейфующей станции Чарли в 1959 году площадь охвата ложного дна составила 50%, во время экспедиции SHEBA в Чукотском море в 1998 году — 15%, а во время экспедиции MOSAiC в проливе Фрама в 2020 году — 20%. Физическое моделирование и полевые наблюдения показывают, что ложное дно может замедлять таяние морского льда до 8%. Солёность и температура талой подлёдной воды и ложного дна зависит от скорости таяния льда и его опреснения. Солёность ложного дна составляла 1,0 г/кг во время экспедиции ARCTIC 91, 0,4 г/кг во время экспедиции SHEBA и 2,3 г/кг во время экспедиции MOSAiC. Средняя толщина ложного дна составляла 20 см во время экспедиции ARCTIC 91, 15 см во время экспедиции SHEBA и 8 см во время экспедиции MOSAiC. Наличие ложного дна также может увеличивать скорость опреснения морского льда.

## Образование

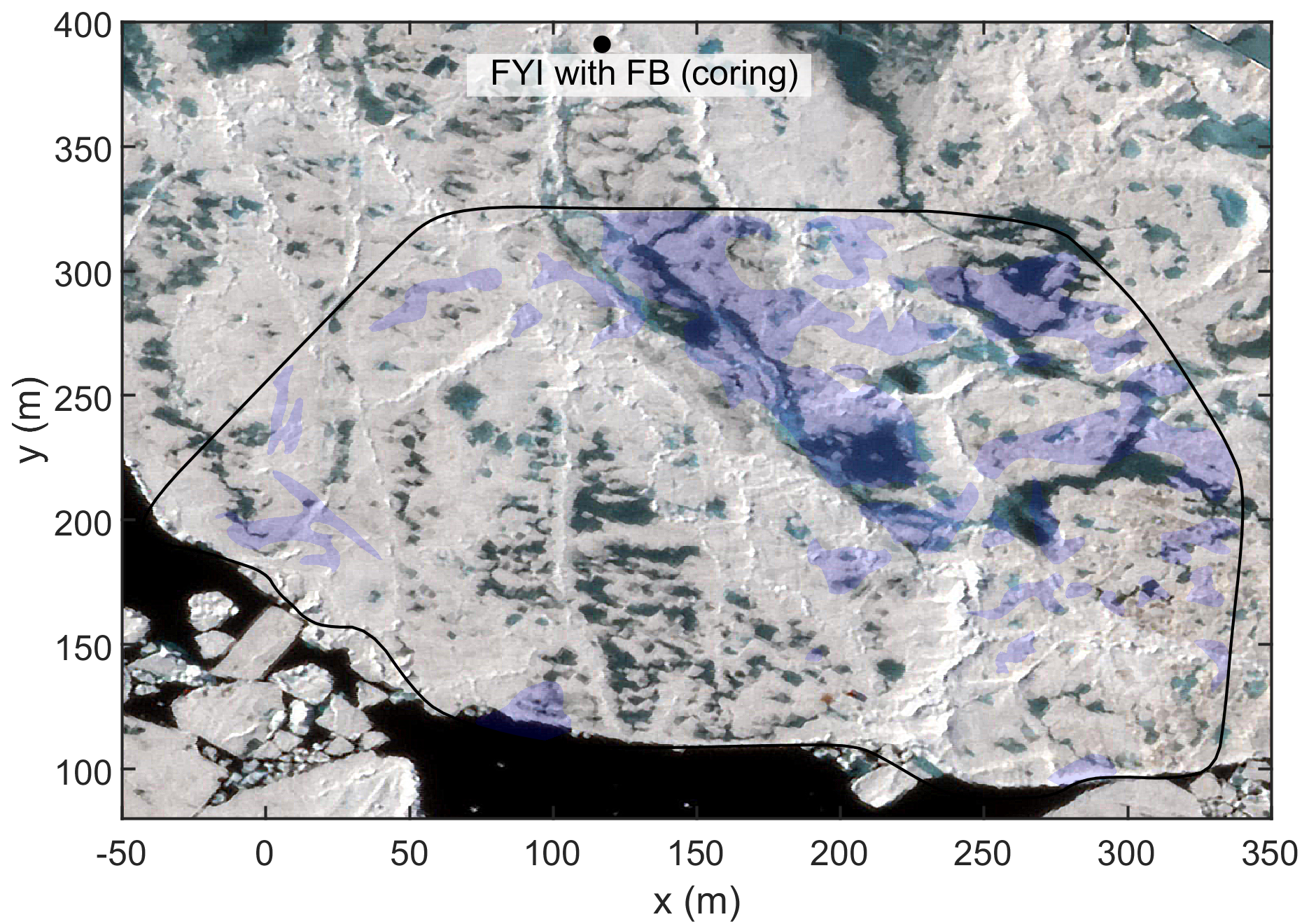
Местонахождение ложного дна (области, заштрихованные синим цветом) во время научной экспедиции MOSAiC

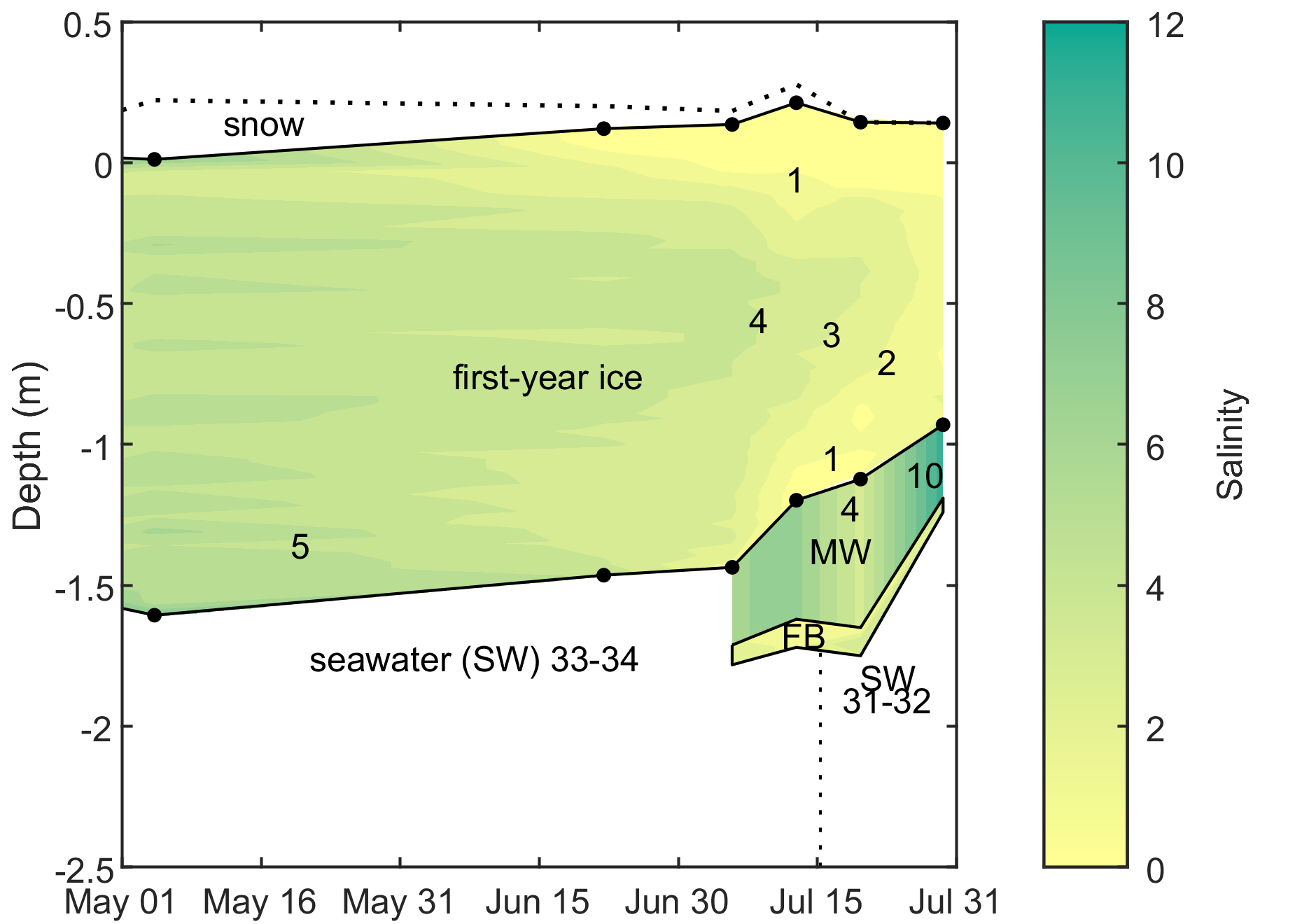
Временная эволюция толщины и солёности ложного дна (FB), измеренные во время научной экспедиции MOSAiC

В осенне-летний период в Арктике таяние льда и снега под действием солнечного излучения приводит к накоплению талой воды с низкой солёностью. Большая часть талой воды переносится в океан, но некоторая её часть мигрирует в талые пруды на поверхности морского льда, матрицу морского льда и подлёдные слои талой воды. Ложное дно образуется из-за существенной разницы температур замерзания воды разной солёности. Их образование было впервые отмечено норвежским исследователем Фритьофом Нансеном в 1897 году. Во время экспедиции MOSAiC ложное дно в основном было обнаружено в районах тонкого и покрытого талыми прудами морского льда, окружённого более толстыми торосами, и образовалось одновременно с дренированием талых прудов. Ложное дно обычно образуется на верхней части границы раздела талой и морской воды. Кристаллы льда сначала растут вниз в сторону морской воды, а затем растут горизонтально до образования горизонтального слоя льда. После образования этого горизонтального слоя, ложное дно постоянно мигрирует вверх за счёт кондуктивного теплового потока, поддерживаемого разницей температур талой и морской воды, причем скорость такой миграции в основном определяется толщиной ложного льда. Рост и таяние ложного льда с определяется в основном физическими характеристиками океана. Ложное дно часто наблюдается на участках тонкого льда, покрытых поверхностными талыми прудами и окружённого более толстыми торосами, при этом глубина торосов ограничивает глубину подлёдного слоя талой воды. Различие в скорости таяния этих торосов и скорости миграции ложного льда может привести к формированию нескольких слоёв ложного дна.

## Подледный слой талой воды
Образование ложного дна напрямую связано с появлением подлёдных слоёв талой воды. Появление таких слоёв талой воды часто происходит после дренирования поверхностных талых прудов в весенне-летний сезон. Глубина подлёдных слоев талой воды обычно ограничивается осадкой более толстого и обычно деформированного льда, окружающего более тонкий лёд с подлёдной талой водой. Солёность подлёдной талой воды зависит от источников талой воды, которые включают снег и лёд, от опреснения льда над слоем подледной талой воды и наличия ложного дна. Во время экспедиции MOSAiC в проливе Фрама, средняя толщина слоев талой воды составила 0,46 м под однолетним льдом и 0,26 м под двухлетним льдом. Толщина слоёв талых вод под многолетним льдом во время экспедиции SHEBA в море Бофорта составляла 0,35–0,47 м. Наблюдения за многолетним припайным льдом в море Ванделя в Гренландии показали подлёдные слои талой воды толщиной 1,1–1,2 м, позже трансформировавшиеся в толстый пласт пластинчатого льда с ложным дном толщиной 0,01 м под ним.

## Наблюдения
Наличие ложного дна может привести к ошибкам в оценке толщины морского льда на основании измерений его осадки. Ложное дно можно исследовать вручную с помощью бурения льда или дистанционно с помощью подводных телеуправляемых необитаемых подводных аппаратов оборудованных многолучевым гидролокатором. Гидролокатор, находящийся на дне океана, не может отличить обычный морской лёд от ложного дна. Дрейфующие буи, измеряющие температуру морского льда, также не могут точно определить положение ложного дна, но могут определить положение подводной талой воды по её температуре.